# Тундра півдня Антарктичного півострова
Тундра півдня Антарктичного півострова — антарктичний екорегіон тундри, розташований на Антарктичному півострові.

## Географія
Екорегіон тундри півдня Антарктичного півострова охоплює вільні від постійного льоду ділянки на півдні Землі Палмера, що складає південну частину Антарктичного півострова. Більшість цих ділянок являють собою нунатаки — поодинокі скелясті виступи, що підіймаються над поверхнею льодовика. Багато з них розташовані в горах Антарктичних Анд на південному сході Землі Палмера. Тут, в хребті Вічності розташована гора Надії заввишки 3239 м, найвища вершина Антарктичного півострова. Однак деякі ділянки екорегіону розташовані в низинних районах, поблизу узбережжя. Загалом середня висота екорегіону становить 1100 м над рівнем моря.
Більша частина Антарктичного півострова вкрита льодовиками, як і майже 98 % всієї Антарктиди. Антарктичний льодовиковий щит спускається до узбережжя, де переходить у шельфові льодовики, зокрема у шельфовий льодовик Ларсена, який займає північно-західну частину моря Ведделла, та у шельфовий льодовик Фільхнера, який займає південну частину цього моря. Взимку площа морського льоду у морі Ведделла, розташованому на схід від Антарктичного півострова, та у морі Беллінсгаузена, розташованому на захід від нього, збільшується у п'ять разів, різко відсуваючи кордон відкритого океану від суходолу.
На Антарктичний півострів претендують Велика Британія як на частину Британської Антарктичної Території, Аргентина як на частину Аргентинської Антарктиди, та Чилі як на частину Чилійської Антарктичної Території, однак згідно Договору про Антарктику територіальні претензії на них заморожені до 2048 року.

## Клімат
В межах екорегіону переважає дуже холодний клімат льодовикової шапки (EF за класифікацією кліматів Кеппена). Через великі пакові льоди у морі Ведделла та через велику висоту над рівнем моря в Антарктичних Андах середня температура взимку в екорегіоні становить від -5 °C до -25 °C. Влітку температура підіймається вище 0 °C лише на кілька тижнів. Середньорічна кількість опадів тут становить 100-150 мм. Територія екорегіону лежить на південь від Південного полярного кола. Влітку тут триває полярний день, а взимку — полярні сутінки.

## Флора і фауна
Внаслідок відносної недоступності екорегіону його біорізноманіття є недостатньо дослідженим. Тут зареєстровано лише 4 види мохів, 42 види лишайників та 1 вид кліщів. Багато кіркових лишайників екорегіону є ендолітами і зустрічаються у крихітних тріщинах скель. Хребетні тварини в екорегіоні рідкісні. Тут, на острові Сімс в морі Беллінсгаузена, зареєстрована лише одна гніздова колонія пінгвінів Аделі (Pygoscelis adeliae), загальна чисельність популяції яких становить приблизно 15 000 пар. Також на острові гніздиться близько 200 антарктичних поморників (Stercorarius maccormicki). На узбережжях морів Ведделла та Белінсгаузена зустрічаються тюлені-крабоїди (Lobodon carcinophaga), тюлені Росса (Ommatophoca rossii), тюлені Ведделла (Leptonychotes weddellii) та морські леопарди (Hydrurga leptonyx). Ці ластоногі більшу частину часу проводять серед пакових льодів антарктичного шельфу, однак іноді виповзають на пляжі.

## Збереження
Територія екорегіону перебуває під захистом Протоколу про охорону навколишнього середовища згідно Договору про Антарктику. Особливі антарктичні природоохоронні території в екорегіоні відсутні. Люди дуже рідко відвідують цей регіон. Єдиною інфраструктурою в регіоні, яка підтримує наукову діяльність, є сезонний британський табір Скай-Блю — злітно-посадкова смуга, яка використовується для зберігання паливних бочок і польового обладнання для подальшого транспортування літаками. Туризм в регіоні не розвинений.